# Trichomycterus emanueli
Trichomycterus emanueli är en fiskart som först beskrevs av Schultz, 1944.  Trichomycterus emanueli ingår i släktet Trichomycterus och familjen Trichomycteridae. Inga underarter finns listade i Catalogue of Life.